# Saison 2011 des Brewers de Milwaukee
La Saison 2011 des Brewers de Milwaukee est la 43e saison en ligue majeure pour cette franchise.
Avec un record de franchise de 96 victoires en saison régulière, les Brewers terminent en tête de la division Centrale de la Ligue nationale et méritent un premier titre de section en 29 années. Ils atteignent pour la première fois la Série de championnat de la Ligue nationale mais sont éliminés en six parties par les Cardinals de Saint-Louis.

## Intersaison

### Cactus League
32 rencontres de préparation sont programmées du 28 février au 29 mars à l'occasion de cet entraînement de printemps 2011 des Brewers.
Avec 19 victoires et 11 défaites, les Brewers terminent quatrièmes de la Cactus League et enregistrent la troisième meilleure performance des clubs de la Ligue nationale.

## Saison régulière

### Classement
| Ligue nationale (Division Centrale) | V  | D   | %    | GB |
| ----------------------------------- | -- | --- | ---- | -- |
| Brewers de Milwaukee                | 96 | 66  | .593 | -  |
| Cardinals de Saint-Louis            | 90 | 72  | .556 | 6  |
| Reds de Cincinnati                  | 79 | 83  | .488 | 17 |
| Pirates de Pittsburgh               | 72 | 90  | .444 | 24 |
| Cubs de Chicago                     | 71 | 91  | .438 | 25 |
| Astros de Houston                   | 56 | 106 | .346 | 40 |

### Résultats
| Légende              | Légende             | Légende       |
| victoire des Brewers | défaite des Brewers | match reporté |
| -------------------- | ------------------- | ------------- |

#### Mai
| #  | Date    | Adversaire  | Score                                                 | Victoire                                              | Défaite                                               | Sauvetage                                             | Affluence                                             | Bilan                                                 |
| -- | ------- | ----------- | ----------------------------------------------------- | ----------------------------------------------------- | ----------------------------------------------------- | ----------------------------------------------------- | ----------------------------------------------------- | ----------------------------------------------------- |
| 27 | 1er mai | @ Astros    | 0 - 5                                                 | Norris (2-1)                                          | Narveson (1-2)                                        |                                                       | 23 908                                                | 13-14                                                 |
| 28 | 2 mai   | @ Braves    | 2 - 6                                                 | Jurrjens (3-0)                                        | Gallardo (2-1)                                        |                                                       | 14 126                                                | 13-15                                                 |
| -  | 3 mai   | @ Braves    | match reporté (pluie) Reporté au 4 mai (doubleheader) | match reporté (pluie) Reporté au 4 mai (doubleheader) | match reporté (pluie) Reporté au 4 mai (doubleheader) | match reporté (pluie) Reporté au 4 mai (doubleheader) | match reporté (pluie) Reporté au 4 mai (doubleheader) | match reporté (pluie) Reporté au 4 mai (doubleheader) |
| 29 | 4 mai   | @ Braves    |                                                       |                                                       |                                                       |                                                       |                                                       |                                                       |
| 30 | 4 mai   | @ Braves    |                                                       |                                                       |                                                       |                                                       |                                                       |                                                       |
| 31 | 5 mai   | @ Braves    |                                                       |                                                       |                                                       |                                                       |                                                       |                                                       |
| 32 | 6 mai   | @ Cardinals |                                                       |                                                       |                                                       |                                                       |                                                       |                                                       |
| 33 | 7 mai   | @ Cardinals |                                                       |                                                       |                                                       |                                                       |                                                       |                                                       |
| 34 | 8 mai   | @ Cardinals |                                                       |                                                       |                                                       |                                                       |                                                       |                                                       |
| 35 | 9 mai   | Padres      |                                                       |                                                       |                                                       |                                                       |                                                       |                                                       |
| 36 | 10 mai  | Padres      |                                                       |                                                       |                                                       |                                                       |                                                       |                                                       |
| 37 | 11 mai  | Padres      |                                                       |                                                       |                                                       |                                                       |                                                       |                                                       |
| 38 | 13 mai  | Pirates     |                                                       |                                                       |                                                       |                                                       |                                                       |                                                       |
| 39 | 14 mai  | Pirates     |                                                       |                                                       |                                                       |                                                       |                                                       |                                                       |
| 40 | 15 mai  | Pirates     |                                                       |                                                       |                                                       |                                                       |                                                       |                                                       |
| 41 | 16 mai  | @ Dodgers   |                                                       |                                                       |                                                       |                                                       |                                                       |                                                       |
| 42 | 17 mai  | @ Dodgers   |                                                       |                                                       |                                                       |                                                       |                                                       |                                                       |
| 43 | 18 mai  | @ Padres    |                                                       |                                                       |                                                       |                                                       |                                                       |                                                       |
| 44 | 19 mai  | @ Padres    |                                                       |                                                       |                                                       |                                                       |                                                       |                                                       |
| 45 | 20 mai  | Rockies     |                                                       |                                                       |                                                       |                                                       |                                                       |                                                       |
| 46 | 21 mai  | Rockies     |                                                       |                                                       |                                                       |                                                       |                                                       |                                                       |
| 47 | 22 mai  | Rockies     |                                                       |                                                       |                                                       |                                                       |                                                       |                                                       |
| 48 | 23 mai  | Nationals   |                                                       |                                                       |                                                       |                                                       |                                                       |                                                       |
| 49 | 24 mai  | Nationals   |                                                       |                                                       |                                                       |                                                       |                                                       |                                                       |
| 50 | 25 mai  | Nationals   |                                                       |                                                       |                                                       |                                                       |                                                       |                                                       |
| 51 | 27 mai  | Giants      |                                                       |                                                       |                                                       |                                                       |                                                       |                                                       |
| 52 | 28 mai  | Giants      |                                                       |                                                       |                                                       |                                                       |                                                       |                                                       |
| 53 | 29 mai  | Giants      |                                                       |                                                       |                                                       |                                                       |                                                       |                                                       |
| 54 | 30 mai  | @ Reds      |                                                       |                                                       |                                                       |                                                       |                                                       |                                                       |
| 55 | 31 mai  | @ Reds      |                                                       |                                                       |                                                       |                                                       |                                                       |                                                       |

## Draft
La Draft MLB 2011 se tient du 6 au 8 juin 2011 à Secaucus (New Jersey). Les Brewers ont le douzième et le quinzième (compensation) choix.

## Affiliations en ligues mineures
| Niveau     | Equipe                    | Ligue                   | Manager         | Vic. | Déf. | Classement |
| ---------- | ------------------------- | ----------------------- | --------------- | ---- | ---- | ---------- |
| AAA        | Nashville Sounds          | Pacific Coast League    | Don Money       |      |      |            |
| AA         | Huntsville Stars          | Southern League         | Mike Guerrero   |      |      |            |
| Advanced A | Brevard County Manatees   | Florida State League    | Jeff Isom       |      |      |            |
| A          | Wisconsin Timber Rattlers | Midwest League          | Matt Erickson   |      |      |            |
| Rookie     | Helena Brewers            | Pioneer Baseball League | Joe Ayrault     |      |      |            |
| Rookie     | Arizona League Brewers    | Arizona League          | Tony Diggs      |      |      |            |
| Rookie     | DSL Brewers               | Dominican Summer League | Nestor Corredor |      |      |            |